# Peter Naur
Peter Naur (n. 25 octombrie 1928, Frederiksberg, lângă Copenhaga – 3 ianuarie 2016, Herlev, Danemarca) a fost un informatician danez, care a contribuit la dezvoltarea limbajului de programare ALGOL 60 și autor al formei Backus-Naur, sintaxă folosită astăzi în descrierea limbajelor de programare.

## Premii
- 1963: G.-A.-Hagemann, medalie
- 1966: Jens-Rosenkjær, premiu
- 1986: Computer Pioneer Award der IEEE Computer Society, premiu
- 2005: Turing Award